# Hugo Apolant

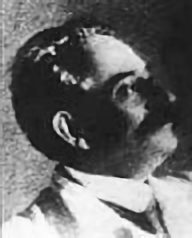
Porträt Hugo Apolants

Hugo Apolant (* 28. April 1866 in Berlin; † 6. März 1915 in Frankfurt am Main) war ein deutscher Pathologe, der an der Goethe-Universität Frankfurt lehrte.

## Leben
Apolants Vater war als Samuel Apolant, der als Rabbiner und jüdischer Religionslehrer in Berlin arbeitete. 1885 machte Apolant seine Reifeprüfung im Friedrichs-Gymnasium Berlin. Er studierte in den Universitäten Berlin und Wien für ein Jahr Philosophie und Musik. Dieses Studium brach er ab und widmete sich stattdessen dem Medizinstudium in Berlin und Straßburg. 1890 promovierte er in Berlin.
Von 1890 bis 1893 war er Assistent von Friedrich Daniel von Recklinghausen und Gustav Schwalbe im Pathologischen Institut in Straßburg. Danach war er als Arzt in Berlin tätig und arbeitete ab 1902 im Institut für experimentelle Therapie. Dort arbeitete er vor allem in der Krebsforschung. 1906 folgte in Frankfurt am Main seine Habilitation. Nach Gründung der Stiftungsuniversität Frankfurt wurde Apolant außerordentlicher Honorarprofessor für experimentelle Pathologie. 1908 wurde er Vorstandsmitglied der Israelitischen Gemeinde Frankfurt.
Apolant war mit Jenny Rathenau verheiratet, die eine Vorkämpferin der Frauenbewegung war. Aus der Ehe ging eine Tochter hervor.

## Werke (Auswahl)
- Über Faserknorpel. J. S. Preuss, Berlin 1890 (Dissertation).
- Über die Resorption und die Apposition von Knochengewebe bei der Entwicklung bösartiger Knochentumoren. 1893.
- Über die Natur einiger Zelleinschlüsse in Karzinomen. 1903 (Zusammen mit Gustav Embden).
- Über die Entstehung eines Spindelzellensarkoms im Verlauf lange Zeit fortgesetzter Karzinom-Impfungen bei Mäusen. 1905.
- Die epithelialen Geschwülste der Maus. 1906.
- Über die künstliche Tumormischungen. 1907.
- Über die Genese des Carcinoms. 1908 (Zusammen mit Paul Ehrlich).